# دراغون بول زد
دراغون بول زِدْ (باليابانية: ドラゴンボールZ، بالروماجي: Dragon Ball Z) مسلسل أنمي من إنتاج توي أنيميشن، وهو تتمة أنمي دراغون بول. عُرض في اليابان لحوالي 7 سنوات، ما بين أبريل 1989وإنتهى في يناير 1996، ودُبلجِت بعض حلقاته للغة العربية من قبل مركز الزهرة.
167

## القصة
تبدأ القصة بعد مرور 5 سنوات على هزيمة بيكولو جونيور وثم أتى شخص يدعى رادتز إلى الأرض للبحث عن أخوه غوكو ويخبر غوكو أن إسمه كاكاروت وأنه من السايان وولد في كوكب فيجيتا ولكن قام والده بنقله إلى كوكب الأرض لكي لا يموت أثناء إنفجار كوكب فيجيتا ويقول رادتز لغوكو بالانضمام إليه ولكن غوكو يرفض وثم يقوم راتدز بخطف غوهان إبن غوكو وثم يتحالف غوكو وبيكولو ضد رادتز.

## الأفلام

### دراغون بول زد: اللورد سلاغ
هو الفيلم الرابع لسلسلة دراغون بول صدر في العام 1991 في اليابان.
الفيلم يدور حول ناميكي عجوز إسمه سلاغ يريد أن يسيطر على الأرض ولكن بالصدفة يجد كرة دراغون أمامه فيستغل الفرصة كي يحصل على الشباب الأبدي لكنه يجد بيكولو وغوكو أمامه فيتعارك معهما فيغضب غوكو فيتحول أول مرة إلى السوبر ساياجين الفاشل فيقضي عليه.

### دراغون بول: الأميرة النائمة في قلعة الشر
(باليابانية: 魔神城のねむり姫) هو الفلم الثاني من سلسلة دراغون بول الذي عرض باليابان في 18 يوليو/تموز 1987.
قصة الفيلم
غوكو عندما كان صغيرا في عمر 12 عام كان يسعى للخروج مع موتين روشي لكي يطلب منه أن يقبله كطالب لديه، في حين أن الراهب كوريلين، يصل لنفس السبب، لكن روشي لكي يقبلهما يقوم بإرسالهم بعيدا إلى الغرب، حيث تقف خمسة جبال، داخل قلعة، وهناك تكمن الأسطورة، وجميلة النوم (الأميرة)، فمن يعيد الأميرة يصبح طالبا عند موتين روشي، فيحددان موعد الرحلة، من ثم يستخدم كوريلين كل الحيل القياسية للرحلة فيقابلان العديد من الاشرار...

### دراغون بول زد: الروبوت الخارق 13
بالإنجليزية Dragon Ball Z: Super Android 13 وهو الفيلم السابع من دراغون بول زد والذي يتكلم حول قصة الاندرويد لقتل غوكو.
تدور قصة الفيلم حول الاندرويد لقتل غوكو. في بداية الفيلم نشاهد ان الالي 17 قام بقتل الدكتور غيرو فتسيل دمائوه إلى الحاسوب، وصنع رقم 14 و15 , فيهاجمون غوكو وينتقلون إلى القطب الشمالي.يتحرر اندرويد 13 وياتي وكاد ان يدمر الأرض ويقتل غوكو لولا إنقاذ فيجيتا لغوكو، فيقوم ترانكس بقتل 14 , ولكن 15 يقوم بفصل راسه عن جسده ويتدمر، فيقوم 13 بدمج خلايا 14 و15 مع خلاياه ليصبح سوبر 13 , وكل المحاولات الفاشلة لردعه كاد ان يقضي على غوكو لولا ان ترانكس انقذه، فيستعمل غوكو الغينكي داما ويقتل سوبر 13.

## حلقات أوفا الخاصة
دراغون بول زد خطة لابادة السايان بالإنجليزية In the boot he drove the line of lobade alsayan وهو الحلقة اوفا الخاصة لدراغون بول زد، والتي تتحدث عن خطة التسوفرو لابادة عرق السايان
1- الحقد على الساياجين
الدكتور لايتشي هو الذي صنع غاز الديسترون، وهو من اعاد فريزا وكولير وسلاج وتورليس فقام كلا من غوكو وفيجيتا وترانكس وغوهان وبيكولو القضاء عليهم وعلى غاز الديسترون الذي ساعد على ظهورهم فقضوا عليهم بسهولة
كوكب الظلام
فلما قضوا عليهم ذهبوا إلى كوكب الظلام ليقوموا بالقضاء على الدكتور لايتشي، فحاولوا ردعه لكنه اختلط مع طاقة حقده على الساياجين وحقد الاشرار الاخرين فولد المحارب المطلق الا وهو هاتشياك.
المعركة
فهاجمهم هاتشياك قائلا لفيجيتا: اضمحل، وللاخرين: يجب ان يلقى كافة الساياجين حتفهم فهاجمه فيجيتا بفاينل فلاش لكنها لم تؤثر به مطلقا بل هاجمه مستخدما اياها واسماها: مدفع الانتقام وبعد محاولات نجح ترانكس في جرحه قليلا في فمه وبعد ذلك ادرك غوكو شيئا فحسب له 15 ثانية من شحن طاقته فادرك نقطة ضعفه فقال لهم الآن فجمع غوكو الكاميهاميها وغوهان ماسينكو وبيكولو ماكنكو سانبو وفيجيتا فاينل فلاش وترانكس فينيش باستار فقضوا عليه وانفجر كوكب الظلام وانفجرت الات غاز الديسترون وعاد كل شيء كما كان

## دراغون بول زد كاي
في عام 2009 قام أستديو توي انيميشن بالإعادة إنتاج دراغون بول زد ولكن بلا الحلقات فلر وسمي بدراغون بول زد كاي وتم اختصار الأنمي من 291 إلى 167وإنتهى في 28 يونيو 2015 ولكن دراغون بول زد كاي عنده نسختان نسخة اليابانية عدد الحلقات 159 و نسخة الدولية عدد الحلقات 167

## الأصوات العربية

### الجزء الأول
- زياد الرفاعي - غوغو، نابا (الصوت الأول)، تيان (الصوت الثاني)، ساربون
- سمر كوكش - جوهان
- حنان شقير - هوشي، ياجيروبي (الصوت الأول)
- رأفت بازو - بيكولا (الصوت الأول)، ياماكا (الصوت الثاني)، نبتون (الصوت الثاني)
- واصف الحلبي - نابا (الصوت الثالث)
- محمد خير أبو حسون - بيكولا (الصوت الثاني)، فيجيتا (الصوت الأول)، فريزر
- منصور السلطي - نبتون (الصوت الأول)، تيان (الصوت الأول)، نابا (الصوت الثاني)، راديتس (في الحلقتين 15 و 18)
- أيمن السالك - تورتو، فيجيتا (الصوت الثاني)، دودريا
- آمنة عمر - بالما، ياجيروبي (الصوت الثاني)
- تغريد جرجور - تشيتشي، ديندي
- عادل أبو حسون - راديتس
- أمل عمران
- مأمون الفرخ - ياماكا (الصوت الأول)
- آمال سعد الدين
- مأمون الرفاعي - الراوي، كبير الناميك

### الجزء الثاني
- رأفت بازو - غوغو، ياماكا (الصوت الثاني)، ساربون (الحلقة 104)
- سمر كوكش - جوهان
- أميرة حديفي - هوشي
- أيمن السالك - فيجيتا، تورتو
- آمنة عمر - بالما
- عادل أبو حسون - غينيا، نيل، تيان (الصوت الأول)
- منصور السلطي - نبتون، تيان (الصوت الثاني)، غورو، راديتس (الحلقة 104)
- محمد خير أبو حسون - بيكولا، فريزر
- رائد مشرف - جيسي
- لينا ضوا
- قصي قدسية - ياماكا (الصوت الأول)
- خلدون قاروط - ساربون، نابا (الحلقة 104)
- رنا زرقا - تشيتشي
- روعة شيخاني - ديندي
- نور بصمجي
- مأمون الرفاعي - الراوي
- زياد الرفاعي – غريغوري